# Калфа
Калфа (тур. Kalfa) — служительница дворца в гаремах султана или шехзаде в Османской империи.
Калфы распределялись между покоями султана, валиде-султан, шехзаде, дочерей султана и супруг султана (кадын-эфенди и икбаль). Калфы находились в подчинении хазинедар-усты, должность которой занимала наиболее опытная калфа, пользовавшаяся высоким доверием. Калфа, обучавшая новоприбывших девушек, носила титул кятибе-калфа. Под её руководством девушки учились танцам, музыке, походке, придворному этикету и умению правильно подать себя. 
Самая главная калфа в покоях, носила титул башкалфа, которая назначалась благодаря своему уму, преданности и талантам. Башкалфа и её помощницы никогда не занимались тяжёлой работой. Башкалфа присутствовала рядом с кадын-эфенди, беседовала с ней и сопровождала её на праздничных мероприятиях. Следующие по иерархии были средние и младшие калфы, в обязанность которых входило дежурство в покоях и кухне, они вместе с невольницами принимали принесённые подносы с блюдами и распределяли их по накрытым столам. Уборкой со стола и мытьём посуды занимались невольницы, которые находились на обучении. 
Ночью калфы занимались дежурством во дворце – свита состояла из одной или двух более опытных и 15-20 молодых калф, которые несли караул, обходя дворцовый сад и помещения во дворце. Эта служба продолжалась от вечерней молитвы до самого утра. Во время генеральной уборки во дворце, которая проходила в начале каждого месяца, средние калфы и молодые невольницы с помощью мыльной пены мыли все помещения, включая лестницы и коридоры. 
Жалование калфы получали в специальных белых мешочках, которое хранилось либо в ящичках (у башкалфы) или отдавалось на хранение кеседарам. В дни праздников калфы получали подарки, соответствующие их статусу и должности, а в Ночь предопределения во дворец доставлялись ткани, из которых затем шили новые платья.